# Putins Netz
Putins Netz: Wie sich der KGB Russland zurückholte und dann den Westen ins Auge fasste (englisch: Putin's People: How the KGB Took Back Russia and Then Took On the West) ist ein Sachbuch von Catherine Belton, der ehemaligen Moskau-Korrespondentin der Financial Times, in dem der Aufstieg von Wladimir Putin und den Menschen in seinem Umfeld beschrieben wird. Das Buch erschien im Juni 2020 und in Deutschland am 23. Februar 2022, dem Vortag des russischen Überfalls auf die Ukraine. Die Veröffentlichung des Buches löste eine Reihe von Klagen der im Buch erwähnten Personen und Organisationen aus.

## Inhalt
Wladimir Putins Aufstieg begann in seiner Heimatstadt Sankt Petersburg, von wo er nach seiner Ausbildung beim sowjetischen Auslandsnachrichtendienst KGB als Agent in die Deutsche Demokratische Republik nach Dresden geschickt wurde. Die Stadt war damals ein wichtiger Standort für den Schmuggel von westlicher Technologie in den Ostblock, als Standort für das KGB allerdings nur von zweitrangiger Bedeutung. Putins damalige Rolle in Dresden wurde von russischen regierungsnahen Quellen oft kleingeredet. Tatsächlich soll Putin eine wichtige Rolle bei der Rekrutierung von deutschen Agenten gespielt haben, auch im Hinblick auf den Aufbau eines Spionagenetzwerks für das bald wiedervereinigte Deutschland. Zusätzlich soll er in Dresden auch Kontakte zu der linksextremen Terrororganisation Rote Armee Fraktion und westdeutschen Neonazis gehabt haben. Eine mögliche Verbindung seiner Tätigkeiten zum Attentat auf Alfred Herrhausen wird im Buch von der Autorin erwähnt.
Das KGB verfügte als weitverzweigte Organisation über Briefkastenunternehmen in aller Welt, über die pro-sowjetische Kräfte finanziert wurden. Das Ende des Kommunismus wurde von dem KGB bereits frühzeitig vorhergesehen, und es wurden im Untergrund Netzwerke etabliert. Nach dem fehlgeschlagenen Augustputsch in Moskau von kommunistischen Hardlinern 1991 begann der Zerfall der Sowjetunion. Dem KGB gelang es, das Vermögen der Kommunistischen Partei der Sowjetunion über seine Briefkastenunternehmen ins Ausland zu schaffen, und seine Netzwerke konnten in Zusammenarbeit mit dem organisierten Verbrechen und verbündeten Oligarchen die Wirtschaft infiltrieren. Boris Jelzin wurde nach der Auflösung der Sowjetunion erster Präsident der aus der Russischen SFSR entstandenen Russischen Föderation. Seine Amtszeit war von Korruption und der Verarmung breiter Bevölkerungsschichten geprägt.
In diesem Umfeld kehrte Putin Anfang der 1990er Jahre nach Sankt Petersburg zurück, wo er für den liberalen Politiker Anatoli Sobtschak zu arbeiten begann. Bei seiner Einstellung sollen ihm dabei seine KGB-Kontakte von Nutzen gewesen sein. Als Sobtschak zum Bürgermeister von Sankt Petersburg gewählt wurde, wurde Putin Vizebürgermeister. Sobtschak wird als weitgehend desinteressiert gegenüber dem politischen Tagesgeschäft beschrieben, und Putin war stattdessen für dieses und den Außenhandel der Stadt zuständig. Putin soll hierbei als Verbindungsmann zwischen der organisierten Kriminalität (Tambow-Bande) und der Petersburger Politik fungiert haben. So soll er an der Übernahme des Hafens von Sankt Petersburg beteiligt gewesen sein und betrügerische Rohstoffgeschäfte eingefädelt haben, bei denen Rohstoffe unterhalb des Marktpreises verkauft wurden. Als Tarnung galt dabei auch ein „Lebensmittel für Rohstoffe“-Tauschprogramm, welches die verarmte Stadt mit Lebensmitteln versorgen sollte. Profiteure sollen mit Putin verbundene Geschäftsleute gewesen sein, darunter Gennadi Timtschenko und Ilja Traber. Der Hafen soll in dieser Zeit auch ein wichtiger Standort für den Umschlag von Drogen aus Südamerika nach Westeuropa gewesen sein.
Im Jahre 1996 verlor Sobtschak die Wiederwahl zum Bürgermeister von Sankt Petersburg. Putin wurde nach Moskau versetzt und begann für den Staat zu arbeiten, wo er Teil eines einflussreichen Netzwerks von ehemaligen KGB-Agenten wurde. Sobtschak starb im Jahr 2000 unter ungeklärten Umständen, kurz nachdem er die kriminellen Aktivitäten während seiner Amtszeit kritisiert hatte, wobei seine Witwe später den Verdacht äußerte, ihr Mann könnte ermordet worden sein. Nach mehreren Beförderungen wurde Putin 1998 zum Chef des FSB, des Inlandsgeheimdienstes der Russischen Föderation, ernannt. Kurz nach seiner Beförderung kam es zur Verhaftung von Juri Schutow, der über Informationen bezüglich Putins Zeit in Sankt Petersburg verfügte und ihn kritisiert hatte. Er starb nach einer umstrittenen Verurteilung wegen angeblicher Auftragsmorde in einem sibirischen Straflager. Die Menschenrechtsaktivistin Galina Starowoitowa wurde kurz nach Putins Amtsantritt als Geheimdienstchef in Sankt Petersburg erschossen. Sie hatte korrupte Praktiken in der Stadt untersucht.
Präsident Jelzin war Ende der 1990er äußerst unbeliebt und seine Familie sah sich mit Korruptionsvorwürfen konfrontiert. Er ging deshalb eine Allianz mit den Geheimdiensten ein, um einer Strafverfolgung zu entgehen. Als Kompromisskandidat zwischen liberalen Reformern und den Geheimdienstkreisen wurde Putin von Jelzin am 9. August 1999 zum Ministerpräsidenten ernannt. In der Öffentlichkeit war Putin anfangs völlig unbekannt, bald darauf stiegen jedoch seine Beliebtheitswerte durch sein kompromissloses Vorgehen im Zweiten Tschetschenienkrieg an. Auslöser für den Krieg war eine Reihe von Sprengstoffanschlägen auf Wohnhäuser, bei denen hunderte von Menschen ums Leben kamen. Aufgrund von belastenden Indizien wurden Vorwürfe erhoben, dass die Anschläge von FSB-Agenten inszeniert worden sein könnten. Mehrere Personen, die die Anschuldigungen untersuchten, kamen später ums Leben.
Am 31. Dezember überließ Jelzin Putin das Präsidentenamt. Daraufhin gewährte Putin ihm umgehend Immunität vor jeglicher Strafverfolgung. Als Präsident begann Putin umgehend KGB-Vertraute an wichtigen Stellen zu installieren. Von Jelzins Angehörigen wurde Putin für einen liberalen Reformer gehalten. Tatsächlich begann Putin aber sofort mit der Stärkung der Zentralmacht durch die Entmachtung der Regionen. Strategische Sektoren der Wirtschaft wie die Öl- und Gasindustrie wurden wieder unter staatliche Aufsicht gestellt, bis dahin unabhängige Medienhäuser wurden übernommen und an politische Verbündete gegeben. Putin unterhielt anfangs noch gute Beziehungen zu den westlichen Staaten und versprach Reformen zur Liberalisierung der Wirtschaft. Ein Wirtschaftsaufschwung dank hoher Rohstoffpreise stützte seine Beliebtheit.
Oligarchen wie Boris Beresowski oder Michail Chodorkowski versuchten eine Opposition zu Putin aufzubauen und kritisierten die Putin-Regierung offen. Daraufhin wurden sie von der russischen Justiz verfolgt. Beresowski floh ins Ausland und kam 2013 unter ungeklärten Umständen ums Leben. Chodorkowski wurde 2003 zu einer langen Haftstrafe verurteilt. Die meisten anderen Oligarchen waren nun gezwungen, sich dem neuen System unterzuordnen. Putin wurde in seiner Politik von seinem inneren Zirkel aus Geheimdienstleuten (Silowiki) wie Nikolai Patruschew, Sergei Iwanow oder Igor Setschin beeinflusst. Insbesondere Patruschew führte Putin hin zu einem zunehmenden russischen Expansionismus in der Außenpolitik, was die Beziehungen zum Westen verschlechterte.
Mit der Bank Rossija wurde eine finanzielle Machtzentrale für den Kreml aufgebaut. Ein Netzwerk im Ausland zur Durchsetzung russischer Interessen im Ausland, wie zu Zeiten des KGB, wurde wieder etabliert. Viele Silowiki und mit Putin verbündete Geschäftsleute wurden vermögend und erwarben Immobilien im Ausland, häufig in London, das zu einem Umschlagplatz für russisches Geld wurde. 2004 intervenierte Russland bei der Präsidentschaftswahl in der Ukraine. 2008 führte es einen Krieg gegen Georgien. Zwischen 2008 und 2012 gab Putin das Präsidentenamt an Dmitri Medwedew ab, der als seine Marionette regierte. Danach übernahm er wieder selbst das Amt, wodurch Hoffnungen auf eine Liberalisierung des politischen Systems enttäuscht wurden. Mit der russischen Annexion der Krim 2014 und der Unterstützung für prorussische Separatisten im Donbass begann schließlich eine neue Konfrontation mit dem Westen. Die Putin-Regierung begann über Schattennetzwerke prorussische und extremistische Kräfte im Ausland zu finanzieren. Auch der Brexit und die Wahl Donald Trumps zum US-Präsidenten sollen von russischen Netzwerken unterstützt worden sein.

## Rezeption
Eine Rezension des RBB bezeichnet das Buch als „ein herausragend relevantes Werk“. Putins Netz sei „lehrreich, verblüffend, beklemmend und spannend“. Es könne aber passieren, dass man „schon mal den Überblick im Labyrinth der Einzelheiten“ verliert, auch wenn der rote Faden in der Erzählung erhalten bleibe. Das Buch bleibe auf sein Thema fokussiert und enthalte kaum „Rückschlüsse auf die politische Opposition und den Zustand der Zivilgesellschaft“.
Der NDR  bemerkt in seiner Rezension, dass Putins System von der Autorin als Netz aus „Abhängigkeiten, organisierter Kriminalität und gigantischer Geldwäsche“ beschrieben werde, und bezeichnet das Buch als „eine akribische, furchtlose Recherche“.
Die Süddeutsche Zeitung lobt das Buch als „ein augenöffnendes Buch über das System Putin“. Der Freitag schreibt, das Buch „liest sich wie ein Krimi und wird noch lange den Goldstandard für Investigativjournalismus markieren“.
Im Fachjournal Studies in Intelligence der Central Intelligence Agency wird das Buch als „lehrreich, sowohl für Geheimdienste als auch für Fachleute und politische Entscheidungsträger“ bezeichnet. Das Buch demonstriere, „dass die Überreste des KGB immer noch lebendig sind“.

## Klagen
Im März/April 2021 sah sich der Verlag HarperCollins mit mehreren Verleumdungsklagen der russischen Oligarchen Roman Abramowitsch (Milliardär und ehemaliger Eigentümer des Fußballvereins FC Chelsea), Michail Fridman (Miteigentümer der Alfa Group), Pjotr Awen (Vorstandsvorsitzender der Alfa Bank) und Schalwa Tschigirinskij (Geschäftsmann) konfrontiert.

## Ausgaben
- Catherine Belton: Putins Netz. Wie sich der KGB Russland zurückholte und dann den Westen ins Auge fasste. HarperCollins, Hamburg 2022, ISBN 978-3-7499-0328-3 (deutsch).
- Catherine Belton: Putin’s People. How the KGB Took Back Russia and Then Took On the West HarperCollins, London 2020, ISBN 978-3-7499-0328-3 (englisch).